# Corus collaris
Corus collaris là một loài bọ cánh cứng trong họ Cerambycidae.